# Nevermore 2023/2024
Nevermore 2023/2024 (также стилизованный как Nevermore 2023/2024 | Tournée des stades) — это шестой концертный тур и восьмая серия концертов французской певицы Милен Фармер, который начался 3 июня 2023 года на стадионе Пьер Моруа в Лилле, Франция, и завершился на стадионе Стад де Франс в Париже 1 октября 2024 года. Всего певица посетила три страны и дала четырнадцать концертов на крупнейших площадках. Тур организован в поддержку двенадцатого студийного альбома L’Emprise. Это первый тур певицы, который прошел полностью на стадионах, и ее первый концертный тур после Timeless 2013.
Тур был впервые объявлен 22 июня 2021 года, после появления слухов в СМИ и тизеров на YouTube-канале Фармер. Планировалось, что тур также пройдет в России в августе или сентябре, но никаких конкретных дат объявлено не было. 21 марта 2022 года концерты в России были отменены в связи с вторжением в Украину. Концерты, запланированные на 30 июня и 1 июля 2023 года в Париже на Стад де Франс, были отменены департаментом Сена-Сен-Дени из-за беспорядков, вызванных смертью Нахеля Мерзука. В итоге они были перенесены на 27 и 28 сентября 2024 года соответственно из-за отсутствия свободных мест для проведения Чемпионата мира по регби в конце 2023 года и Олимпийских игр в начале 2024 года. Была добавлена еще одна дата — 1 октября 2024 года.
Концертный тур оказался коммерчески успешным. Первоначально было объявлено об одиннадцати датах. Билеты поступили в продажу 1 октября 2021 года. За первые два часа было продано 100 тысяч билетов, что побудило организаторов назначить вторые дополнительные даты в некоторых городах, доведя общее количество концертов до 14. По состоянию на ноябрь 2022 года было продано 550 тысяч билетов.

## Предыстория

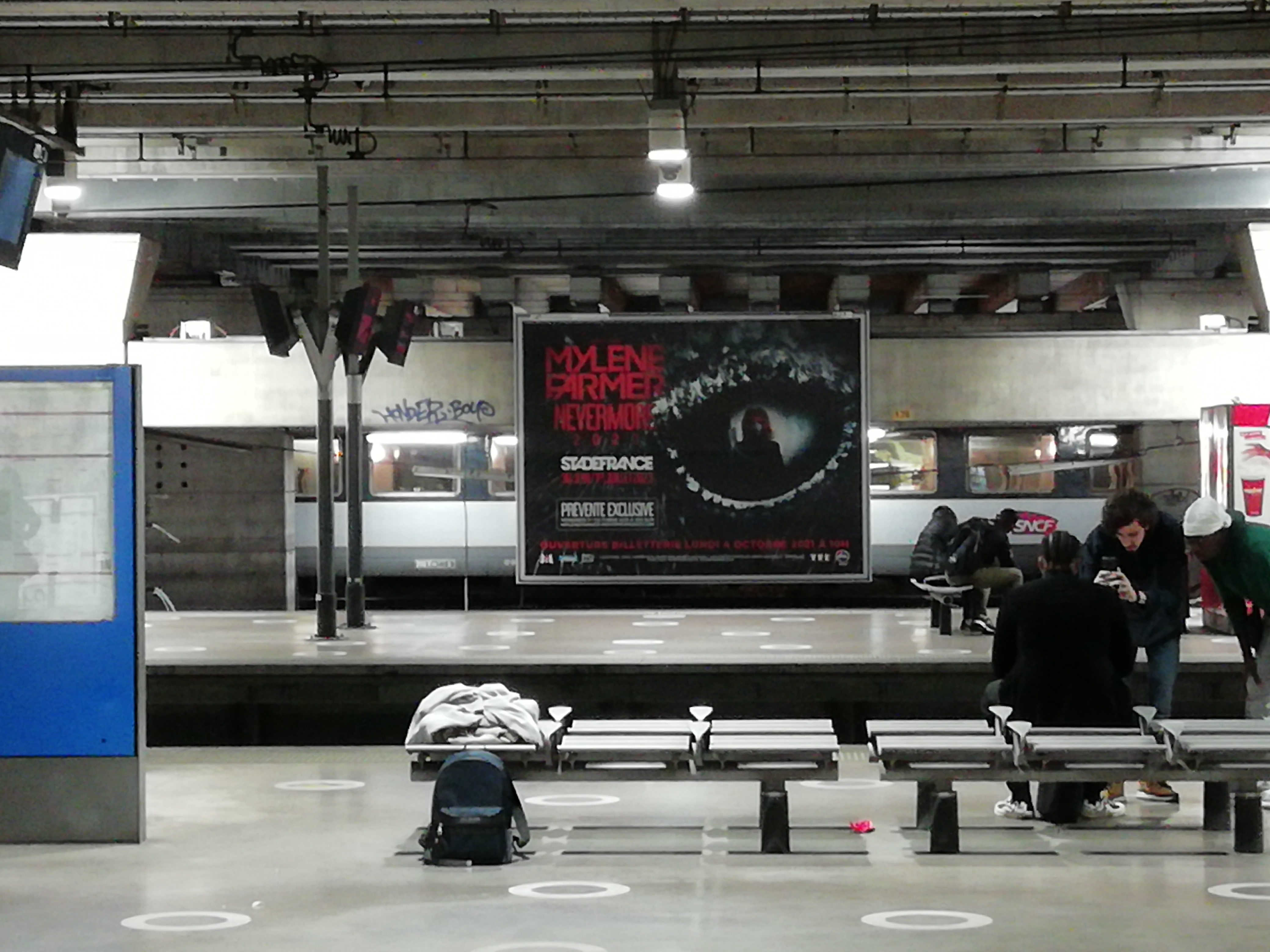
Афиша тура Nevermore 2023 года на парижской станции метро

После выхода одиннадцатого студийного альбома Désobéissance Фармер объявила о своей седьмой серии концертов под названием Mylène Farmer 2019. Резиденция в зале Пари-Ла-Дефанс Арена оказалась коммерчески успешной; Фармер дала 9 концертов перед 235 тысячами зрителей. Кроме того, это было девятое самое продаваемое шоу 2019 года для женщины-вокалистки с общим доходом от продаж в 31 700 000 долларов. Несмотря на коммерческий успех, некоторые критики предположили, что это будет последняя серия концертов Фармер.
9 июня 2021 года на официальном канале Милен Фармер на YouTube сменилось оформление: на мрачном фоне была видна надпись «MF-NM», а на следующий день было загружено видео с изображением вороньего глаза, в котором отражался образ Милен из концертной афиши тура 1989 года, а также упоминалось название «Nevermore 2023». 22 июня было официально объявлено о новом туре, а также обнародованы даты концертов, включая такие страны как Франция, Швейцария, Бельгия и Россия.
Тьерри Сук, менеджер Фармер, сообщил в ноябре 2022 года, что строительство декораций начнется в ближайшее время. Газета Le Parisien сообщила, что для тура потребуется 90 полуприцепов, а также объявила, что давний соратник Лоран Бутонна не будет исполнять роль креативного директора.

## Коммерческий успех
Предварительная продажа билетов началась 1 октября 2021 года, всего за восемь часов было продано 200 000 билетов. В январе 2022 года, в связи с большим ажиотажем, были добавлены новые даты: в Нанте, Лионе и Бордо. В марте стало известно, что запланированные в августе-сентябре 2023 года концерты в России отменены. Также из-за снятия Covid-ограничений был отменён один концерт в Женеве, который должен был пройти 16 июня.
В сентябре 2022 года стало известно, что было продано более 400 000 билетов, на пяти стадионах объявлен солд-аут, что побудило их добавить вторые даты в Лионе и Бордо, доведя общее количество концертов до 13. В ноябре было продано уже 550 000 билетов.

## Даты концертов
| Дата             | Город    | Страна    | Арена                  | Посещаемость             | Доход | Комментарии                                                 |
| ---------------- | -------- | --------- | ---------------------- | ------------------------ | ----- | ----------------------------------------------------------- |
| Этап 1           |          |           |                        |                          |       |                                                             |
| 3 июня 2023      | Лилль    | Франция   | Стадион «Пьер Моруа»   | 45000 зрителей           | TBA   |                                                             |
| 9 июня 2023      | Нант     | Франция   | Стадион «Божуар»       | По 30000 зрителей каждый | TBA   |                                                             |
| 10 июня 2023     | Нант     | Франция   | Стадион «Божуар»       | По 30000 зрителей каждый | TBA   |                                                             |
| 17 июня 2023     | Женева   | Швейцария | Стад де Женев          | 37000 зрителей           | TBA   |                                                             |
| 23 июня 2023     | Лион     | Франция   | Групама Арена          | По 45000 зрителей каждый | TBA   | Во время концертов снимался материал для концертного фильма |
| 24 июня 2023     | Лион     | Франция   | Групама Арена          | По 45000 зрителей каждый | TBA   | Во время концертов снимался материал для концертного фильма |
| 8 июля 2023      | Марсель  | Франция   | Оранж Велодром         | 50000 зрителей           | TBA   |                                                             |
| 14 июля 2023     | Бордо    | Франция   | Матмют Атлантик        | По 42000 зрителей каждый | TBA   |                                                             |
| 15 июля 2023     | Бордо    | Франция   | Матмют Атлантик        | По 42000 зрителей каждый | TBA   |                                                             |
| 22 июля 2023     | Брюссель | Бельгия   | Стадион короля Бодуэна | TBA                      | TBA   |                                                             |
| 29 июля 2023     | Ницца    | Франция   | Альянц Ривьера         | TBA                      | TBA   |                                                             |
| Этап 2           |          |           |                        |                          |       |                                                             |
| 27 сентября 2024 | Париж    | Франция   | Стад де Франс          | TBA                      | TBA   | Концерт, перенесенный с 30 июня 2023                        |
| 28 сентября 2024 | Париж    | Франция   | Стад де Франс          | TBA                      | TBA   | Концерт, перенесенный с 1 июля 2023                         |
| 1 октября 2024   | Париж    | Франция   | Стад де Франс          | TBA                      | TBA   |                                                             |

### Отменённые шоу
| Дата                 | Город           | Страна    | Арена         | Причина                    | Комментарии                   |
| -------------------- | --------------- | --------- | ------------- | -------------------------- | ----------------------------- |
| 16 июня 2023         | Женева          | Швейцария | Стад де Женев | Коронавирусные ограничения |                               |
| 30 июня 2023         | Париж           | Франция   | Стад де Франс | Беспорядки во Франции      | Перенесен на 27 сентября 2024 |
| 1 июля 2023          | Париж           | Франция   | Стад де Франс | Беспорядки во Франции      | Перенесен на 28 сентября 2024 |
| август-сентябрь 2023 | Санкт-Петербург | Россия    |               | Вторжение на Украину       |                               |

## Сет-лист
1. Музыкальный пролог
2. «Du temps» (Mico C Remix)
3. «Peut-être toi»
4. «Libertine»
5. «Optimistique-moi»
6. «À tout jamais»
7. «C'est une belle journée»
8. «Tristana»
9. «Nevermore Medley» (упоминается как «Remember Medley» в альбоме[26]; инструментальное попурри с танцорами и отрывками из песен «Dégénération», «Beyond My Control», «Je t'aime mélancolie», «Rolling Stone», «Pourvu qu'elles soient douces» и «Tristana»)
10. «Rayon vert» (дуэт с группой AaRON)
11. «Rêver»
12. «Pas le temps de vivre» (исполнялась на концертах в Лилле 3 июня 2023 года и Нанте - 9 и 10 июня 2023 года)
13. «L'autre»
14. «Les mots» (дуэт с Seal, исполнялась на концертах в Париже 27, 28 сентября и 1 октября 2024 года)
15. «Que l'aube est belle»
16. «Sans contrefaçon»
17. «Oui mais… Non»
18. «Ode à l'apesanteur» (инструментальная интерлюдия с короткометражным мультфильмом The Crow)
19. «Que je devienne…»
20. «XXL»
21. «Désenchantée»
22. «Rallumer les étoiles»
23. Музыкальный эпилог